# Dekanat Mikołajki
Dekanat Mikołajki – jeden z 22 dekanatów w rzymskokatolickiej diecezji ełckiej.

## Parafie
W skład dekanatu wchodzi 7 parafii:
- parafia Najświętszej Maryi Panny Matki Kościoła – Baranowo
- parafia św. Maksymiliana Marii Kolbe – Kosewo
- parafia Matki Bożej Różańcowej – Mikołajki;  strona www
- parafia św. Mikołaja – Mikołajki; strona www
- parafia Podwyższenia Krzyża Świętego – Ukta
- parafia św. Apostołów Piotra i Pawła – Użranki
- parafia św. Maksymiliana Marii Kolbego – Woźnice

## Sąsiednie dekanaty
Giżycko – św. Szczepana Męczennika, Kętrzyn I – Południowy Zachód (archidiec. warmińska), Mrągowo I (archidiec. warmińska), Orzysz, Pisz, Rozogi (archidiec. warmińska)